# Gears of War
A Gears of War egy amerikai taktikai TPS játék, amelyet a Microsoft adott ki 2006-ban Xbox 360-ra, 2007-ben pedig PC-re. A játék egy fiktív jövőben játszódik a Sera nevű bolygón, ahol páncélos emberi katonák harcolnak a Locust földönkívüli seregeivel. A játékosnak Marcus Fenix bőrébe bújva kell átverekednie magát az idegenek hordáin a Delta Squad nevű alakulat tagjaként. A játék egész világát Cliff Bleszinski alkotta meg.
Az eredetileg Xbox360-ra és PC-re is bejelentett játék nagy várakozásoknak nézett elébe. Időben elkészült Xbox360-ra, hatalmas sikert aratott, azonban a PC-s megjelenés dátumát a Microsoft folyamatosan változtatta. Több hónapos csúszás után sokan kételkedni kezdtek benne, hogy egyáltalán kiadják PC-re a Gears of War-t. A PC tulajdonosok csak egy év múlva (november 9-én) vehették meg a játékot.

## Történet
A jövőben az emberiség sikeresen kolonizált néhány bolygót, azonban egy fontos, új nyersanyag miatt a kolóniák háborúzni kezdenek egymással. Eközben a Sera bolygót megtámadják a föld alól megjelenő Locust seregek, hatalmas pusztítást okozva. A nagyszámú támadót az emberek kénytelenek tömegpusztító fegyverekkel megsemmisíteni. A felszínen a Locustokból és a civil lakosságból is csak túlélők maradnak.
4 évvel a támadás előtt Marcus Fenix volt a legkiválóbb, legkeményebb COG katona, akit parancsmegtagadás miatt börtönre ítéltek. Amikor a Locust támadás után újból előbukkannak az idegenek, a COG kisebb alakulatokat küld, hogy folytassák a harcot. Marcus Fenix egyik társa Dom (Dominic Santiago) kiszabadítja őt a börtönből, hogy ő is harcolhasson a Delta szakasszal. A delta szakasz első számú küldetése a Locust barlangjárat feltérképezése és annak megtisztítása a Locust katonáktól.

## Játékmenet
Bár a játék világa hasonló korábbi Epic Games játékokéhoz, nem egy szokásos lövöldözős TPS. A pályákon Marcus Fenix oldalán számítógép irányította társak is vannak, ezért érdemes csapatjátékban gondolkozni. A társakra ugyanakkor nem árt figyelni, mert ha elhaláloznak jóval nehezebb dolgunk lesz legyőzni a támadó Locustokat. A pályákon emellett sok fedezékként használható tereptárgy van, ami szintén létfontosságú, mert az ellenfelek a szokásosnál okosabb mesterséges intelligenciával rendelkeznek és Marcus hamar meghal, ha csak vaktában lövöldözik a felbukkanó ellenségre. Legtöbbször a Locustok is fedezéket használnak.
A játékmenetet még összetettebbé teszi, hogy a fegyverek újratöltésénél egy csík jelenik meg egy mozgó ponttal az egyik végén. Ha a játékos rosszkor nyomja meg az újratöltés gombját, pár másodpercre használhatatlanná válik a fegyver és Marcus könnyű célponttá válik. Ugyanakkor Marcus halála nem jelenti azonnal a játék elvesztését - egy talpon maradt COG katona könnyen fel tudja éleszteni, ha nem maradt ellenfél a közelben. A társak sem halnak meg véglegesen, csak összeesnek és a játékos egyetlen gombnyomással talpra állítja őket.

## Irányítás
A szokásos TPS irányítás mellett fedezékek mögé bújhatunk, előre rohanhatunk egy fedezékhez, átugorhatjuk, illetve az említett felélesztést használhatjuk. Egyes gombok funkciója megváltozik különböző helyzetekben. Ha Marcus éppen fedezék mögött van könnyedén mozoghatunk balra, jobbra, ha pedig az előrehaladás gombját nyomjuk kihajol és onnan lő fegyverével. Ha nem hajolunk előre akkor is tud tüzelni Marcus, viszont így nagyon kicsi az esély egy találatra. A fegyvereket a számokkal választhatjuk ki, a gránátot viszont külön gombbal azonnal eldobhatjuk (alap beállításon G betű).
A legtöbb lőfegyverre láncfűrész van szerelve, így közelharcban is hasznát vesszük.
Amikor a játék kijelzi, egy külön gombbal (alap beállításon Q betű) ráközelíthetünk egy pályán történő eseményre, amit távolról nehezen vennénk észre.

## Grafika
A Gears of War az első Unreal 3-as motorral működő játék. A felbontást legmagasabbra állítva olyan megjelenítést láthatnak a játékosok, amely HD televízión a legkiválóbb.